# Thomisus sorajaii
Thomisus sorajaii es una especie de araña cangrejo del género Thomisus, familia Thomisidae. Fue descrita científicamente por Basu en 1963.

## Distribución
Esta especie se encuentra en India.